# Abell 21
Pour les articles homonymes, voir Sharpless et nébuleuse de la Méduse.
La nébuleuse de la Méduse (Medusa Nebula), également connue sous les noms Abell 21 et Sharpless 274, est une grande nébuleuse planétaire située dans la constellation des Gémeaux, près de la frontière avec la constellation du Petit Chien. Elle a été découverte en 1955 par George Abell. Elle doit son nom aux filaments de gaz lumineux, qui rappellent la « chevelure » de Méduse de la mythologie grecque.
On a cru que cette nébuleuse est un rémanent de supernova jusqu'au début des années 1970. En 1971, des astronomes soviétiques ont déterminé qu'il s'agit en réalité d'une nébuleuse planétaire.